# 燃えろ!!ロボコンVSがんばれ!!ロボコン
- 燃えろ!!ロボコン > 燃えろ!!ロボコンVSがんばれ!!ロボコン
- がんばれ!!ロボコン > 燃えろ!!ロボコンVSがんばれ!!ロボコン

『燃えろ!! ロボコンVSがんばれ!! ロボコン』（もえろロボコン たい がんばれロボコン）は、1999年に発売された特撮ビデオ映画。『燃えろ!!ロボコン』と『がんばれ!!ロボコン』の新旧ロボコンが共演した作品である。

## 概要
この作品では初代はパラレルワールドの存在として登場し、初代と2代目のロボコンだけでなく、それぞれのヒロイン役であるロビン（島田歌穂）とロビーナ（加藤夏希）の共演も実現した。
東映チャンネルで放映された本作品の予告には、テレビ版のOPに初代ロボコンが合成された映像が流れていたが、そのOPは（映像自体も）使われていない。エンディングは『がんばれ!! ロボコン』の主題歌のリニューアル版で、ボーカルはオリジナルと同じく水木一郎。

## ストーリー
ロボコン（『燃えろ!! ロボコン』、以下2代目と称す）のミスで、犯罪者ワーズの封印が解かれてしまった。ワーズは彼らの通っているロボット学校を乗っ取り、0点を取ったロボットに対して解体の罰を与えるなどとした挙句、ロボット学校を半壊させてロビーナを誘拐。異世界から捜査官としてワーズを追ってきた初代ロボコン（『がんばれ!! ロボコン』）と2代目ロボコン、そして仲間たちが一致団結してワーズを探し出し、再び封印しようとする。

## オリジナルキャラクター
秘密捜査官ロボコン
ロボコンとまったく瓜二つの秘密捜査官ロボット。声やスペックは本家の後期の仕様に準じている。
秘密捜査官ロビン
秘密捜査官ロボコンの上司である女性。ケンカをしている2体のロボコンの前にホログラフで現れ、ワーズの事件のあらましを説明した。
ワーズ

## キャスト
- ママ - 未唯
- モモコ - 奈良沙緒理
- オサム - 三嶋啓介
- ジュン - 小池城太朗
- ロビーナ - 加藤夏希
- ロビン - 島田歌穂
- パパ - 渡辺いっけい
- ガソリンスタンドの店員 - 堀秀行、阪口大助

### 声の出演
- ロボコン - 伊倉一恵
- ガンツ先生 - 野田圭一
- ロボイド - 堀秀行
- ロボボス - 矢尾一樹
- ロボゲタ - 肝付兼太
- ロボデジ - 嶋村薫
- ロボビン - 関智一
- ロボピー - 潘恵子
- ロボケロ - 阪口大助
- ロボモグ - 遊佐浩二
- ロボガシャ - 飛鳥井豊
- ロボパチ - 山口勝平
- ロボブル - 大神いずみ
- 秘密捜査官ロボコン - 山本圭子
- ワーズ - 柴田秀勝

## スタッフ
- 原作 - 石ノ森章太郎
- プロデューサー - 清水祐美（テレビ朝日）、小嶋雄嗣、加藤和夫、丸山真哉（東映）
- 脚本 - 西園悟
- 音楽 - 有澤孝紀、菊池俊輔
- 撮影 - いのくままさお
- 助監督 - 鈴村展弘
- 監督 - 坂本太郎
- 制作協力 - テレビ朝日
- 制作 - 東映ビデオ、東映

## 音楽
オープニングテーマ「燃えろ×4ロボコン!!」
作詞 - 近藤由華 / 作曲 - 有澤孝紀 / 編曲 - 猪股義周 / 歌 - 速水けんたろう
エンディングテーマ「がんばれロボコン」
作詞 - 石ノ森章太郎 / 作曲 - 菊池俊輔 / 編曲 - 有澤孝紀 / 歌 - 水木一郎

## 関連商品
- 1999年12月10日に東映ビデオよりVHSレンタル開始とレーザーディスクが発売、2000年３月21日にセルビデオが発売された[1] [3]。
- 『がんばれ!!ロボコン』のDVD-BOX化を記念して2009年12月11日にDVDが発売。